# Serreleis
Serreleis é uma povoação portuguesa do Município de Viana do Castelo que foi sede da extinta Freguesia de Serreleis, freguesia que tinha 3,13 km² de área e 1 003 habitantes (2011). A sua densidade populacional é 320,4 hab/km².
A Freguesia de Serreleis foi extinta (agregada) pela reorganização administrativa de 2012/2013, tendo o seu território sido integrado na então criada União de Freguesias de Cardielos e Serreleis.
Serreleis tem uma grande cultura católica tendo uma Igreja com um orgão de tubos único.[carece de fontes?]

## População
| População da freguesia de Serreleis | População da freguesia de Serreleis | População da freguesia de Serreleis | População da freguesia de Serreleis | População da freguesia de Serreleis | População da freguesia de Serreleis | População da freguesia de Serreleis | População da freguesia de Serreleis | População da freguesia de Serreleis | População da freguesia de Serreleis | População da freguesia de Serreleis | População da freguesia de Serreleis | População da freguesia de Serreleis | População da freguesia de Serreleis | População da freguesia de Serreleis |
| ----------------------------------- | ----------------------------------- | ----------------------------------- | ----------------------------------- | ----------------------------------- | ----------------------------------- | ----------------------------------- | ----------------------------------- | ----------------------------------- | ----------------------------------- | ----------------------------------- | ----------------------------------- | ----------------------------------- | ----------------------------------- | ----------------------------------- |
| 1864                                | 1878                                | 1890                                | 1900                                | 1911                                | 1920                                | 1930                                | 1940                                | 1950                                | 1960                                | 1970                                | 1981                                | 1991                                | 2001                                | 2011                                |
| 547                                 | 597                                 | 671                                 | 639                                 | 653                                 | 644                                 | 694                                 | 777                                 | 1 067                               | 963                                 | 917                                 | 1 045                               | 1 029                               | 1 041                               | 1 003                               |

| Distribuição da População por Grupos Etários | Distribuição da População por Grupos Etários | Distribuição da População por Grupos Etários | Distribuição da População por Grupos Etários | Distribuição da População por Grupos Etários | Distribuição da População por Grupos Etários | Distribuição da População por Grupos Etários | Distribuição da População por Grupos Etários | Distribuição da População por Grupos Etários | Distribuição da População por Grupos Etários |
| -------------------------------------------- | -------------------------------------------- | -------------------------------------------- | -------------------------------------------- | -------------------------------------------- | -------------------------------------------- | -------------------------------------------- | -------------------------------------------- | -------------------------------------------- | -------------------------------------------- |
| Ano                                          | 0-14 Anos                                    | 15-24 Anos                                   | 25-64 Anos                                   | > 65 Anos                                    |                                              | 0-14 Anos                                    | 15-24 Anos                                   | 25-64 Anos                                   | > 65 Anos                                    |
| 2001                                         | 162                                          | 159                                          | 547                                          | 173                                          |                                              | 15,6%                                        | 15,3%                                        | 52,5%                                        | 16,6%                                        |
| 2011                                         | 143                                          | 105                                          | 546                                          | 209                                          |                                              | 14,3%                                        | 10,5%                                        | 54,4%                                        | 20,8%                                        |

## Referendo sobre a localização do Polidesportivo
Em 25 de Abril de 1999 Serreleis, foi palco do primeiro referendo vinculativo realizado em Portugal. Por uma diferença de 15 votos, o ringue desportivo em causa foi construído a 50 metros daquela que era a pretensão da junta da altura, num diferendo que mantinha com o pároco local.
A junta queria o equipamento nas traseiras do Salão Paroquial, perto da igreja paroquial, mas o pároco não concordava, alegando que poderia perturbar o normal funcionamento dos actos de culto. A população afluiu em massa às urnas, tendo votado 726 dos 947 eleitores então inscritos na freguesia, o que deu uma taxa de abstenção de apenas 23,33%. Por 15 votos de diferença, venceu a tese do pároco, e o polidesportivo acabou por ser construído a 50 metros do local da discórdia, tendo sido inaugurado a 25 de Abril de 2005.